# Ley Reguladora de la Subcontratación en el Sector de la Construcción
La Ley 32/2006, de 18 de octubre, Reguladora de la Subcontratación en el Sector de la Construcción entró en vigor el 19 de abril de 2007 en España. Esta ley tiene como objetivo la mejora de las condiciones de trabajo del sector en general, y de las condiciones de seguridad y salud de los trabajadores en particular. Para ello, regula los contratos realizados en régimen de subcontratación de los siguientes trabajos: excavación; movimiento de tierras; construcción; montaje y desmontaje de elementos prefabricados; acondicionamientos o instalaciones; transformación; rehabilitación; reparación; desmantelamiento; derribo; mantenimiento; conservación y trabajos de pintura y limpieza; y saneamiento.